# Passaporte argelino
O Passaporte argelino é um documento emitido aos cidadãos da Argélia, para uso em viagens internacionais. Ele identifica o nacional argelino perante as autoridades de outros países, permitindo a anotação de entrada e saída pelos portos, aeroportos e vias de acesso internacionais, de acordo com as obrigações de visto.
Segundo o "Henley Visa Restrictions Index 2012", os detentores de passaportes argelinos podem visitar 45 países sem necessidade de obtenção prévia de visto.
Passaportes argelinos biométricos estão sendo emitidos desde 5 de janeiro de 2012. Os modelos antigos poderão ser usados até 24 de novembro de 2015.